# Legend of Dragon Pearl
Legend of Dragon Pearl (chino: 龙珠传奇, pinyin: Long Zhu Chuan Qi), es una serie de televisión china transmitida del 8 de mayo del 2017 hasta el 16 de agosto del 2017 a través de Anhui TV y Beijing TV.

## Argumento
Después de la conquista Qing de los Ming, Li Yihuan y el resto de los descendientes de la dinastía Ming se retiran al Dragon Pearl Canyon. Allí, se entrenan bajo la guía de los ancianos donde aprenden diversas habilidades, con la esperanza de algún día poder restaurar la gloria de su país. 
Li Yihuan, es la última princesa de la dinastía Ming, a quien su maestro le encarga acercarse al Emperador Kangxi de la dinastía Qing para vengarse, cuando Yihuan conoce al joven emperador y después de pasar un tiempo juntos ambos comienzan a enamorarse, sin embargo su amor se enfrenta a varios obstáculos ya que provienen de reinos opuestos.

## Personajes

### Personajes principales[4]
| Actor      | Personaje                | N.º de episodios | Notas |
| ---------- | ------------------------ | ---------------- | --- |
| Yang Zi    | Li Yihuan                | 90               | Es la última Princesa de la Dinastía Ming. Habiendo sido cambiada al nacer ella crece como la hija de Li Dingguo sin saber su verdadera identidad. Con la esperanza de corregir los errores que hicieron, su familia arregla un matrimonio con Zhu Cixuan, para que así se convierta en Reina por medio del matrimonio. Debido a razones de salud, es exenta de realizar entrenamientos y cursos rigurosos durante su infancia, por lo que aún es una joven alegre y descarada. Yihuan ha crecido rodeada de mentores y amigos que han dedicado toda su vida a odiar y derribar a la Dinastía Qing, pero ella sólo quiere vivir una vida sencilla y despreocupada, sin embargo cuando un día cuando se escapa de su casa vestida como hombre y conoce al joven Emperador Kangxi de la Dinastía Qing, pronto se hacen amigos. A medida que pasa más tiempo con Kangxi, pronto se da cuenta de que él es realidad un gobernante justo y poco a poco comienza a enamorarse de él, olvidando sus planes de venganza. |
| Qin Junjie | Emperador Kangxi Longsan | 90               | Es el joven Emperador de la Dinastía Qing. Debido a su corta edad e inexperiencia, aún tiene que reunir la influencia suficiente para poder expresar sus opiniones sobre asuntos relacionados con la nación, sin embargo es un hombre inteligente, que aprende y está dispuesto a esperar el tiempo adecuado para derrotar a Oboi. Kangxi se hace pasar como un Guardia Imperial llamado "Longsan", para infiltrarse entre su gente y así comprender sus sentimientos. Un día conoce a la joven Li Yihuan, mientras ella está vestida como un hombre y rápidamente se hacen amigos y hermanos, poco después cuando descubre su verdadera identidad, los dos comienzan a enamorarse. |
| Shu Chang  | Xue Qingcheng Shu Wanxin | -                | Es la amiga de la infancia de Li Yihuan y su Mayor. Es una mujer hermosa, reservada y muy capaz. Está enamorada de Zhu Cixuan, a pesar de que él sólo tiene ojos para Yihuan. Con el objetivo de infiltrarse en el Palacio, toma la identidad de "Shu Wanxin", la hija de un oficial de la Dinastía Qing y se convierte en una de las concubinas de Kangxi, a pesar de que él no está enamorado de ella. |
| Mao Zijun  | Zhu Cixuan Li Jianqing   | -                | Aunque creció como Zhu Cixuan, el Príncipe Heredero de la Dinastía Ming, en realidad fue cambiado al nacer y su verdadera identidad es la de Li Jianqing, el hijo biológico de Li Dingguo. Es un hombre inteligente, sensato y ejemplar que a una edad temprana se le fue encomendado con la tarea de revivir una nación. Ha sido arreglado que se case con la joven Li Yihuan a quien ve como su pareja y esposa, sin embargo queda devastado cuando se da cuenta de que en realidad Yihuan ama al Emperador Kangxi. |

### Personajes secundarios

#### Gente en Dragon Pearl Canyon
| Actor       | Personaje            | N.º de episodios | Notas |
| ----------- | -------------------- | ---------------- | --- |
| He Zhonghua | Li Dingguo           | -                | Es el antiguo General de Ming. Es un hombre patriótico y leal, que está dispuesto a sacrificar cualquier cosa por su país. Es el padre biológico de Li Jianqing y el hermano gemelo de Li Defu.                                                                               |
| Han Chengyu | Ye Mosheng           | -                | Es el amigo de la infancia de Li Yihuan y está secretamente enamorado de ella. Cuando hay algo relacionado con Yihuan se vuelve en una persona temeraria e impulsiva. Su excesiva atención hacia ella le causa problemas con el Príncipe Zhu Cixua.                           |
| Sun Wei     | Fan Qianying         | -                | Es la amiga de la infancia de Li Yihuan. Cuando era joven su cara fue desfigurada por el ataque de un oso, lo que ocasiona que sea una joven insegura con respecto a su apariencia. Sin embargo cuando conoce a Wu Yingqi mientras lleva a cabo su misión, ambos se enamoran. |
| Zhang Dan   | Chen Shengnan        | -                | |
| Canti Lau   | Fan Li               | -                | |
| Xiu Qing    | Ye Mingzhang         | -                | |
| Tong Tong   | Tang Yishou          | -                | |
| Jiang Hong  | Snow-clothed Warrior | -                | |

#### Gente de la Dinastía Qing

##### Dentro del Palacio
| Actor          | Personaje                   | N.º de episodios | Notas |
| -------------- | --------------------------- | ---------------- | --- |
| Siqin Gaowa    | Emperatriz Viuda Xiaozhuang | -                | Fue una de las Consortes de Hong Taiji, el segundo gobernante de la dinastía Manchú Qing. Es la madre del emperador Shunzhi y la abuela del Emperador Kangxi. |
| Zhang Weina    | Emperatriz Xiaochengren     | -                | Fue una de las Consortes del Emperador Kangxi. |
| He Zhonghua    | Li Defu                     | -                | Es el eunuco personal del Emperador Kangzi, fue envenenado por Oboi, quien lo obligó a espiar al Emperador. Es el hermano gemelo del general Li Dingguo. A pesar de públicamente negarse a ayudar a su hermano a derrocar a la Dinastía Qing, secretamente protege a Li Yihuan y a Zhu Cixuan dentro del palacio. |
| Lu Xingyu      | Songgotu                    | -                | Es un ministro durante el reinado del Emperador Kangxi en la dinastía Qing. También es el tío de la Emperatriz Xiaochengren. |
| Xiao Rongsheng | Oboi                        | -                | Es un prominente comandante militar y cortesano Manchú que sirve en varios puestos militares y administrativos bajo durante la Dinastía Qing. |

##### Casa Wu Sangui
| Actor       | Personaje    | N.º de episodios | Notas |
| ----------- | ------------ | ---------------- | --- |
| Liu Liwei   | Wu Sangui    | -                | Es un general chino que ayudó a los manchúes a establecer la dinastía Qing.                                                                                             |
| Liu Xueyi   | Wu Yingqi    | -                | Es el segundo hijo de Wu Sangui. Es un hombre amable y gentil, que está enamorado de Fan Qianying a pesar de la cicatriz que ella tiene en su cara.                     |
| Wang Yichan | Lady Qin     | -                | Es la esposa de Wu Sangui. |
| Li Zan      | Shi Qinghong | -                | Es el guardaespaldas personal de Wu Yingqi. Fue el responsable de envenenar y matar a Shu Jian para evitar que él divulgara información importante al Emperador Kangxi. |

##### Provincia Shanxi
| Actor       | Personaje    | N.º de episodios | Notas |
| ----------- | ------------ | ---------------- | --- |
| Xie Ning    | Liu Dezhao   | -                | Es un funcionario malvado y engañoso que usa métodos inescrupulosos para robar la propiedad y los granos de los aldeanos. Junto a Wu Sangui realizan varias artimañas en contra del Emperador Kangxi.     |
| Dai Zixiang | Meng Xianghe | -                | Es el guardaespaldas personal de Liu Dezhao quien ha sido el encargado de protegerlo desde hace 10 años. También es el amante de Shu Wanxin.                                                              |
| Cheng Cheng | Qiu Gui      | -                | Es el cuñado de Liu Dezhao y su cómplice. |
| Guo Ruixi   | Lady Qiu     | -                | Es la esposa de Liu Dezhao. |
| Wang Yao    | Shu Jian     | -                | Es un oficial honesto y leal que es asesinado por Shi Qinghong, cuando trata de denunciar las malas acciones de Wu Sangui y Liu Dezhao en contra del Emperador Kangxi. También es el padre de Shu Wanxin. |

#### Dinastía Ming
| Actor         | Personaje        | N.º de episodios | Notas |
| ------------- | ---------------- | ---------------- | --- |
| Huang Haibing | Emperador Yongli | -                | Es el cuarto y último Emperador de la dinastía Ming del sur de China.                                                    |
| Wen Chunxiao  | Emperatriz Wang  | -                | Fue una Emperatriz consorte de la dinastía Ming del Sur y la Emperatriz del Emperador Yongli.                            |
| Huang Juan    | Lady Jin         | -                | Es la esposa de Li Dingguo.                                                                                              |
| Ren Jialun    | Li Sixing        | -                | Es el hijo de Li Dingguo, desapareció después de ver a su padre matar a su madre y hermana Li Yihuan.                    |
| Zhou Tao      | Sun Fu           | -                | Es el teniente de Li Sixing, después de la partida de Sixing, se somete a la Dinastía Qing y se convierte en magistrado. |

## Episodios
La serie emitió un total de 90 episodios, los cuales fueron emitidos del lunes a miércoles.

## Música
El Soundtrack de la serie está conformado por 6 canciones.
| No. | Artista        | Canción                                         | Notas               |
| --- | -------------- | ----------------------------------------------- | ------------------- |
| 1   | Isabelle Huang | "Bright Pearl" (明珠)                           | (canción de inicio) |
| 2   | Jason Hong     | "A Lifetime of Hurt" (半世真一世伤)             |                     |
| 3   | Liu Zhijia     | "Si Wu Lai" (思无来)                            |                     |
| 4   | Mao Zeshao     | "Beautiful Snow" (雪倾城)                       |                     |
| 5   | Mao Zeshao     | "Yi Jian Mei" (一剪梅)                          |                     |
| 6   | Chang Shilei   | "The World in Between Your Eyebrows" (天地眉间) | (canción de cierre) |

## Producción
También fue conocida como "Long Zhu".
Fue dirigida por Zhu Shaojie y Zhou Yuanzhou, y escrita por Li Yaling.
La serie contó con el apoyo de las compañías de producción "Tianyi Media" y "Yueshi Media".